# Record Management Services
Record Management Services (RMS, česky služby pro práci se záznamy) jsou funkce v operačních systémech VMS, RSTS/E, RT-11 a RSX-11 poskytující programům služby pro zpracování souborů a záznamů v souborech.
OpenVMS na rozdíl od Unixových systémů, MS-DOSu a MS-Windows podporuje různé formáty souborů na úrovni systému souborů podobně jako tomu bylo u operačních systémů sálových počítačů v 60. letech 20. století.

## Popis funkcionality
Souborové formáty a funkce se podobají formátům a funkcím dostupných na sálových počítačích, jako je např. Virtual Storage Access Method (VSAM) dodávané firmou IBM. RMS je integrální součástí systémového programového vybavení systému OpenVMS; jeho procedury běží v privilegovaném režimu (anglicky executive mode). RMS není nedílnou součástí systémů RT-11 a RSTS/E, ale je pro ně dostupné jako „vrstvený produkt“.
RMS podporuje čtyři přístupové metody k záznamům:
- Sekvenční přístup
- Přístup podle relativního čísla záznamu
- Přístup podle adresy záznamu v souboru
- Indexovaný přístup

a čtyři formáty záznamů:
- záznamy s pevnou délkou
- záznamy s proměnnou délkou
- záznamy s proměnnou délkou a s pevnou délkou řídicích bloků
- proudové soubory (záznamy oddělené ukončovacími znaky)
  - STREAM: záznamy zakončené znaky CRLF
  - STREAM_CR: záznamy zakončené znakem CR
  - STREAM_LF: záznamy zakončené znakem LF